# Grevesmühlen
Grevesmühlen (niederdeutsch: Grevsmœhlen oder als Spottname Kreihnsdörp) ist eine Stadt im Landkreis Nordwestmecklenburg im Land Mecklenburg-Vorpommern. Sie ist eines der 18 Mittelzentren des Landes und Teil der Metropolregion Hamburg. Grevesmühlen ist Sitz der Verwaltungsgemeinschaft, die die Stadt Grevesmühlen mit dem Amt Grevesmühlen-Land bildet.

## Geografie
Etwa 15 Kilometer nördlich der Stadt befindet sich die Ostsee, ca. 40 Kilometer westlich liegt Lübeck, 20 Kilometer östlich die Hansestadt Wismar. Das Stadtgebiet schließt nördlich mit dem Waldgebiet Steinbrink und dem Santower See ab, westlich mit dem Ortsteil Grenzhausen und dem Börzower Wald, südlich mit der Anhöhe der Upahler Lehmberge und der Stepenitz, östlich mit den Ortsteilen Barendorf und Hoikendorf. Stadt und Ortsteile werden von diversen Waldgebieten sowie landwirtschaftlichen Nutzflächen umschlossen und sind in typischer mecklenburgischer Hügel- und Seenlandschaft gelegen. Der Vielbecker See und der Ploggensee befinden sich in unmittelbarer Nähe des historischen Stadtkerns. Der Santower See, der Everstorfer Wald und das Kalkflachmoor bei Degtow sind Naturschutzgebiete.
Umgeben wird Grevesmühlen von den Nachbargemeinden Damshagen und Warnow im Norden, Hohenkirchen im Nordosten, Gägelow im Osten, Upahl im Süden, Bernstorf im Südwesten sowie Stepenitztal im Westen.

## Stadtgliederung
Zu Grevesmühlen gehören folgende Ortsteile:
| - Barendorf - Büttlingen - Degtow - Drei Linden | - Everstorf - Grenzhausen - Hamberge - Hoikendorf | - Neu Degtow - Poischow - Questin - Santow | - Wotenitz |

## Geschichte

### Name
Der ursprüngliche Name der Stadt von 1226/1230 Gnewesmulne (Mühle des Gnev) veränderte sich 1237 in Gnewismulne, 1272 in Gnewesmolen und 1362 in Greuesmolen (n wird zu r). Die altpolabische Silbe Gněv könnte dabei möglicherweise mit „Zorn“ übersetzt werden (vgl. Sorbisch hněw, gniw). Ergänzt wurde diese Silbe durch die mittelniederdeutsche Silbe Molne für Mühle. Bis in die Zeit vor dem Ersten Weltkrieg war auch der Name Grevismühlen gebräuchlich. Auch in den Grevesmühlener Kirchenbüchern und dem Siegel der Nikolaikirche wird der Ort oft so geschrieben.

### Archäologie
Im heutigen Ortsteil Barendorf finden sich sieben Megalithanlagen, darunter das Ganggrab von Jamel, ansonsten vorwiegend restaurierte Urdolmen.

### Mittelalter
Grevesmühlen ist eine der ältesten Städte Mecklenburgs. 1226 wurde Gnevesmulne und 1262 als oppidum (Stadt) erstmals urkundlich erwähnt. Das Dorf entstand bereits während der slawischen Siedlungsperiode. Deutsche Kolonisten bauten das slawische Dorf zur Stadt aus. Die Kirche wurde 1230 im Ratzeburger Zehntregister im Bistum Ratzeburg erwähnt. Neben der 1279 erwähnten Burg am Marktplatz und dem 1345 erstmals erwähnten Schloss, welches nach dem Großfeuer am 15. Juni 1659, das fast die gesamte Stadt zerstörte, nicht wieder aufgebaut wurde, besaß die Stadt ein Münzprägerecht von 1525 bis 1567. Grevesmühlen war eine Landstadt in Mecklenburg und bis 1918 als Teil der Städte des Mecklenburgischen Kreises auf Landtagen vertreten.

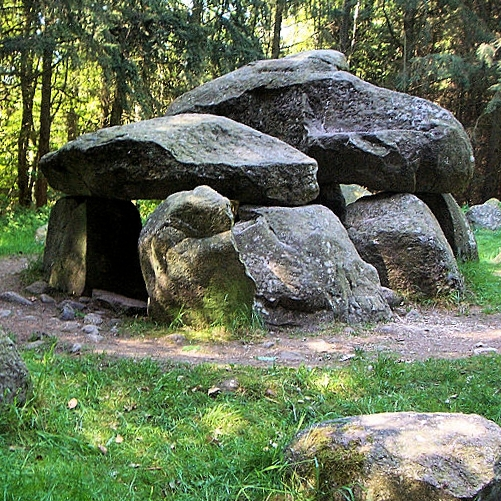
Großsteingrab „Teufelsbackofen“ bei Grevesmühlen

Die mittelalterliche Stadtbefestigungsanlagen (13. Jahrhundert) mit Mauer, Wiekhäusern, drei Stadttoren (Wassertor und die Doppeltore Wismarsches und Lübsches Tor, 18.–19. Jahrhundert), Außengraben und Wall wurden zu Beginn des 19. Jahrhunderts abgerissen, sind jedoch am Stadtgrundriss noch ablesbar. Die Burg und die große Stadtbefestigung sind Beleg für die Bedeutung der Stadt in dieser Zeit.

### 16. bis 20. Jahrhundert
Die Stadtbrände von 1725 und 1756 sowie der Siebenjährige Krieg ließen erste Stadterweiterungen erst um 1800 zu. Es entstanden 1850 eine Ziegelei, 1878 die Malzfabrik (seit ihrer Sanierung 2004 ein Standort der Landkreisverwaltung), 1890 eine Molkerei sowie 1898 ein Sägewerk. 1877 legten die in der Stadt ansässigen Juden am Vielbecker Weg einen Friedhof an, der in den 1930er Jahren nicht mehr genutzt wurde, nachdem auch als letzte jüdische Familie die des Textilkaufmanns Max Salomon emigrieren musste.

### Neuere Geschichte

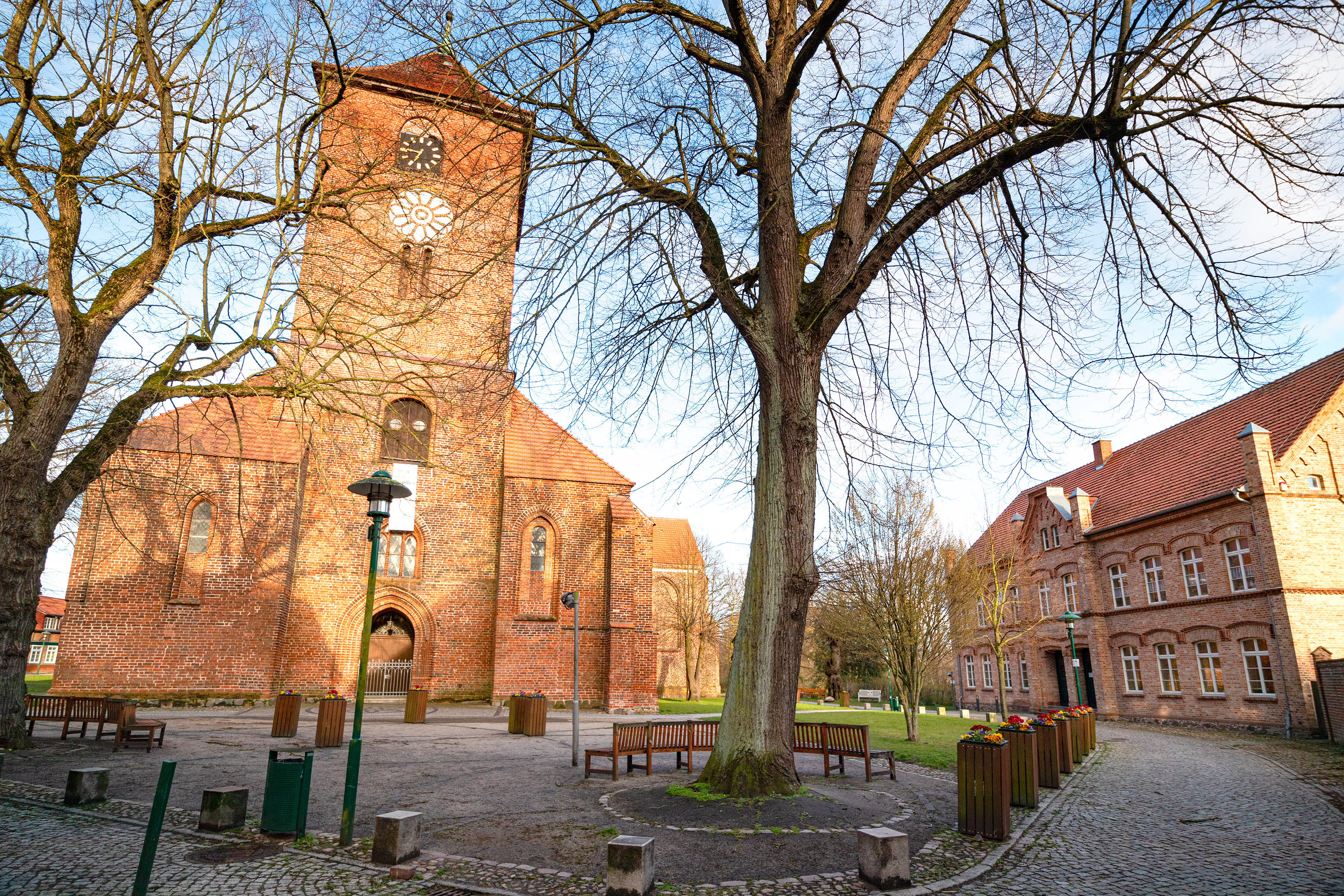
St. Nikolai, Kirchplatz

Am 1. Juli 1950 wurden die bis dahin eigenständigen Gemeinden Questin und Santow eingegliedert. Von etwa 1965 bis 1975 entstand die Wohnsiedlung Ploggenseering mit rund 600 Wohnungen, deren Modernisierung seit 2021 im Rahmen der Städtebauförderung erfolgt. In den 1970er-Jahren sollte die gesamte Innenstadt durch Neubauten ersetzt werden. Nach der politischen Wende wurde ab 1991 der historische Stadtkern mit seinem Rathaus im Rahmen der Städtebauförderung grundlegend saniert.

Von 1952 bis 1994 war Grevesmühlen Kreisstadt des Landkreises Grevesmühlen (bis 1990 im DDR-Bezirk Rostock, danach im Land Mecklenburg-Vorpommern). 1994 entstand durch eine Kreisgebietsreform der Landkreis Nordwestmecklenburg mit Grevesmühlen als Kreisstadt. Grevesmühlen verlor im Zuge der Kreisgebietsreform am 4. September 2011 den Kreissitz an die zuvor kreisfreie Stadt Wismar, ist aber weiterhin Sitz des überwiegenden Teils der Kreisverwaltung. 

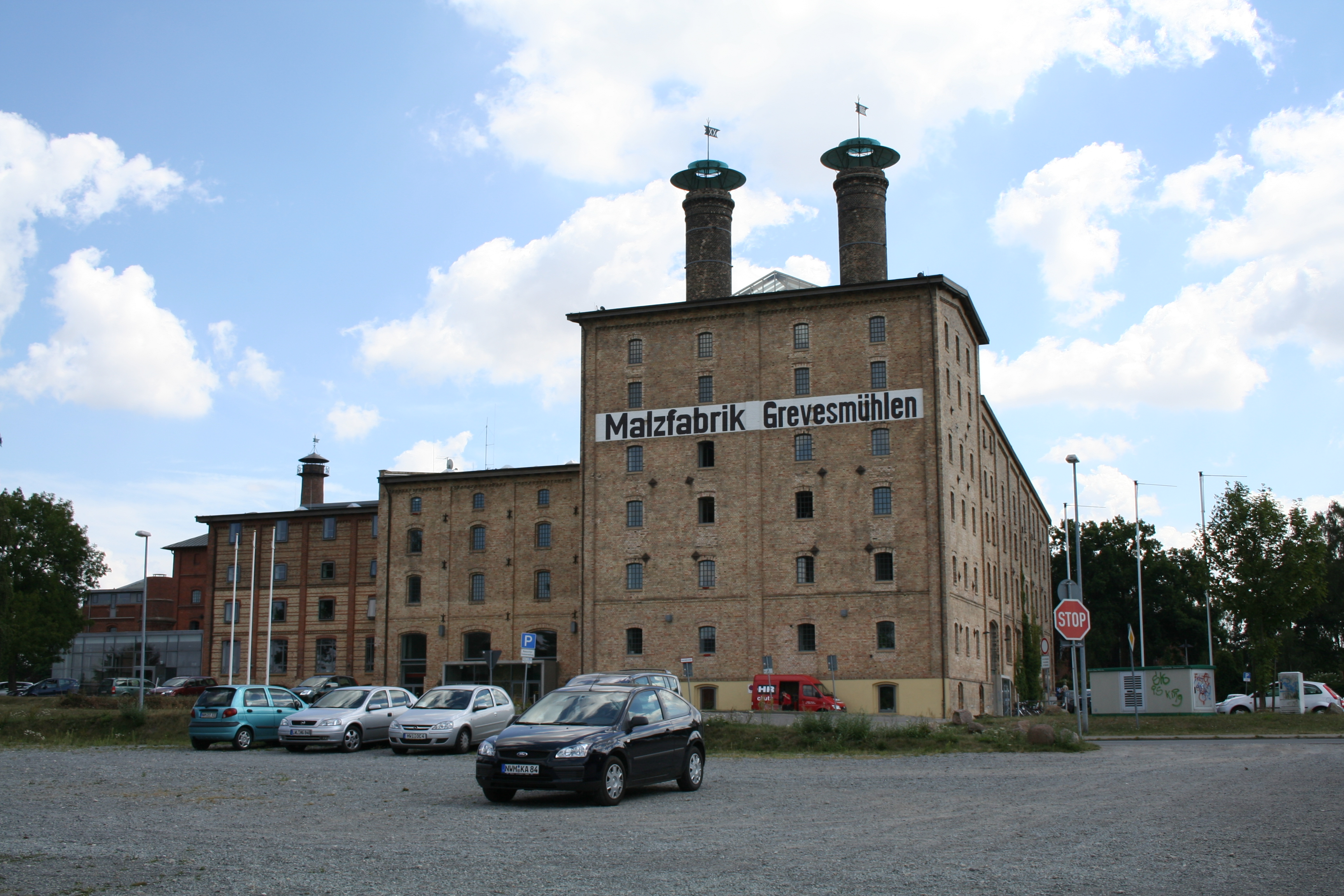
Malzfabrik

Zwischen 2015 und 2021 wurde das historische und denkmalgeschützte Areal des Bahnhofsgeländes umfassend neu geordnet. Auf dem Gelände des Güterbahnhofs entstand ein Nahversorgungszentrum (2016), das Bahnhofsempfangsgebäude wurde zu einem öffentlichen Kultur-, Sozial- und Jugendzentrum umgebaut (2017) und das Bahnhofsumfeld neu gestaltet (2021).
Zwischen 2019 und 2024 war Grevesmühlen eine von 13 Modellstädten in dem Förderprojekt „Smart Cities made in Germany“. Dabei entwickelte die Stadt verschiedene Modelle im Bereich der Digitalisierung. Daraus entstand auch die „Digitale Stadt Grevesmühlen GmbH“, mit der die Projekte auch nach Ablauf der Förderung weitergeführt werden sollen.
2020 begannen umfangreiche Arbeiten zur Errichtung eines neuen inklusiven Schulcampus im Bereich des Ploggenseerings mit dem Bau einer neuen Regionalschule, einer Grundschule und einer im Bau befindlichen Schule für individuelle Lebensbewältigung in Trägerschaft der Diakonie Nord Nord Ost. Erster Bauabschnitt war die Regionalschule, die im Februar 2024 in die Nutzung gegangen ist.
Parallel hierzu ist der gesamte Stadtteil „Ploggenseering“ 2020 in das Programm „Soziale Stadt“ der Städtebauförderung aufgenommen worden. Damit soll das Wohnquartier mit circa 1.000 Wohneinheiten umfassend modernisiert werden, Straßen, Wege und Parkplätze neu geordnet werden und eine Fußgängerbrücke zum Naherholungsgebiet am Ploggensee entstehen.
2023 entstand im Bereich der Sandstraße ein ca. 2 ha großer Bikepark mit einer dirtline und zwei pumptracks, die größte Anlage dieser Art in Mecklenburg-Vorpommern.

## Bevölkerung
| Jahr | Einwohner |
| ---- | --------- |
| 1648 | 0874      |
| 1800 | 0950      |
| 1820 | 2.000     |
| 1870 | 4.100     |
| 1930 | 4.800     |
| 1939 | 6.199     |

| Jahr | Einwohner |
| ---- | --------- |
| 1950 | 10.518    |
| 1964 | 10.755    |
| 1971 | 11.353    |
| 1981 | 11.946    |
| 1990 | 11.487    |
| 1995 | 10.976    |

| Jahr | Einwohner |
| ---- | --------- |
| 2000 | 11.080    |
| 2005 | 11.015    |
| 2010 | 10.654    |
| 2015 | 10.496    |
| 2020 | 10.439    |
| 2023 | 10.252    |

ab 1990: Stand: 31. Dezember des jeweiligen Jahres; *Die Einwohnerzahlen ab 2022 beruhen auf den Korrekturen im Zuge des Zensus 2022, die im Weiteren in die offiziellen statistischen Zahlen eingearbeitet wurden. Der Zensus 2022 ergab zum Stichtag 15. Mai 2022 209 bzw. 2 % weniger Einwohnerinnen und Einwohner als bisher angenommen.

## Politik

### Stadtvertretung
Die Stadtvertretung von Grevesmühlen besteht aus 25 Mitgliedern. Die Kommunalwahl am 9. Juni 2024 führte bei einer Wahlbeteiligung von 59,9 % zu folgendem Ergebnis:
| Partei / Wählergruppe | Stimmenanteil 2009 | Sitze 2009 |  | Stimmenanteil 2014 | Sitze 2014 |  | Stimmenanteil 2019 | Sitze 2019 |  | Stimmenanteil 2024 | Sitze 2024 |
| --------------------- | ------------------ | ---------- |  | ------------------ | ---------- |  | ------------------ | ---------- |  | ------------------ | ---------- |
| CDU                   | 32,8 %             | 8          |  | 36,8 %             | 9          |  | 34,5 %             | 8          |  | 38,0 %             | 9          |
| AfD                   | –                  | –          |  | –                  | –          |  | –                  | –          |  | 22,6 %             | 3          |
| SPD                   | 31,9 %             | 8          |  | 28,7 %             | 7          |  | 30,6 %             | 8          |  | 19,9 %             | 5          |
| Die Linke             | 21,2 %             | 5          |  | 18,2 %             | 5          |  | 21,1 %             | 5          |  | 14,3 %             | 4          |
| grevesmühlen.jetzt    | 11,7 %             | 3          |  | 12,3 %             | 3          |  | 10,9 %             | 3          |  | 04,1 %             | 1          |
| FDP                   | 2,4 %              | 1          |  | 0,8 %              | –          |  | 03,0 %             | 1          |  | 01,2 %             | –          |
| NPD                   | –                  | –          |  | 3,1 %              | 1          |  | –                  | –          |  | –                  | –          |
| Insgesamt             | 100 %              | 25         |  | 100 %              | 25         |  | 100 %              | 25         |  | 100 %              | 22         |

Die Wählergemeinschaft Grevesmühlen benannte sich im Laufe der Wahlperiode 2014–2019 in „grevesmühlen.jetzt“ um und trat 2019 erstmals unter diesem Namen bei der Kommunalwahl an.
Die Liste der AfD bestand bei der Kommunalwahl 2024 nur aus drei Personen, sodass weitere drei Plätze, auf deren Besetzung Anspruch bestanden hätte, in dieser Wahlperiode unbesetzt blieben.

### Bürgermeister
(Quelle:)
- 1899–1906: Otto Melz
- 1907–1931: Philipp von Leitner
- 1931–1937: Jürgen Berlin
- 1937–1940: Harald König
- 1940–1945: Stadtrat Max Prasse in Vertretung des eingezogenen Bürgermeister König
- 1945: Hugo Griem
- 1945: Heinrich Sauer
- 1945: Wilhelm Garbsch
- 1947–1949: Erich Bachmann
- 1949–1951: Heinrich Sauer
- 1951–1955: Walter Busch
- 1955–1958: Kurt Krüger
- 1958–1962: Joachim Sildatke
- 1962–1975: Arno Siefert
- 1975–1982: Klaus Wienck
- 1982–1990: Bernd Völker
- 1990–1994: Roland Anderko (CDU)
- 1994–2001: Axel Ulrich (SPD)
- 2001–2016: Jürgen Ditz (parteilos)
- seit 2016: Lars Prahler (parteilos)

Prahler wurde in der Bürgermeisterstichwahl am 18. September 2016 mit 50,4 % der gültigen Stimmen gewählt und am 9. Juni 2024 mit 68,7 % in seinem Amt im 1. Wahlgang bestätigt. Seine Amtszeit beträgt acht Jahre.

### Wappen
| Wappen der Stadt Grevesmühlen | Blasonierung: „In Rot ein vierspeichiges, gezahntes goldenes Mühlrad, die Speichen belegt mit einem hersehenden, golden gekrönten schwarzen Stierkopf mit aufgerissenem roten Maul, silbernen Zähnen, ausgeschlagener roter Zunge, in sieben Spitzen abgerissenem Halsfell und silbernen Hörnern.“ |
| Wappen der Stadt Grevesmühlen | Wappenbegründung: Das nach dem Siegelbild des ältesten Stadtsiegels – als Abdruck bruchstückhaft erstmals 1276 überliefert – gestaltete, seit 1897 rechtskräftige Wappen vereint ein Herrschaftssymbol und ein redendes Zeichen. So verweist der für die Mecklenburger Linie des Fürstenhauses typische Stierkopf auf den Herrn zu Mecklenburg als Stadtgründer und Stadtherrn. Mit dem Mühlrad wird der bildliche Bezug hergestellt zu dem deutschen Teil des slawisch-deutschen Mischnamens der Stadt, der sich aus dem slawischen Personennamen Gnev und dem deutschen Wort molne (=Mühle) zusammensetzt. Das Wappen wurde in Oktober 1897 neu gestaltet und festgelegt, 1996 neu gezeichnet und unter der Nr. 77 der Wappenrolle des Landes Mecklenburg-Vorpommern registriert. |

Historisches Stadtwappen
| Wappen der Stadt Grevesmühlen 1858–1897 | Blasonierung: „Gespalten; vorn in Gold ein halber hersehender, golden gekrönter schwarzer Stierkopf am Spalt mit aufgerissenem roten Maul, silbernen Zähnen, ausgeschlagener roter Zunge, in Spitzen abgerissenem Halsfell und silbernen Hörnern; hinten in Rot ein halbes vierspeichiges, gezahntes goldenes Mühlrad am Spalt.“                 |
| Wappen der Stadt Grevesmühlen 1858–1897 | Wappenbegründung: Vor 1897 führte Grevesmühlen ein nach dem SECRETVM CIVITATVM DE GREWESMOLEN – als Abdruck erstmals 1350 überliefert – gestaltetes, seit 1585 am Rathauseingang nachweisbares und im April 1858 festgelegtes Wappen. Das Wappen wurde am 10. April 1858 von Großherzog Friedrich Franz II. von Mecklenburg-Schwerin festgelegt. |

### Flagge

Flagge der Stadt Grevesmühlen

Die Flagge wurde von dem Schweriner Heraldiker Karl-Heinz Steinbruch gestaltet und am 5. Juni 2014 durch das Ministerium des Innern genehmigt.
Die Flagge ist Rot – Gelb – Rot (1:1:1) längs gestreift. In der Mitte des Flaggentuchs liegt, jeweils die Hälfte der Höhe der roten Streifen übergreifend, das gelb gesäumte Stadtwappen. Die Höhe des Flaggentuchs verhält sich zur Länge wie 3:5.

### Dienstsiegel
Die Stadt Grevesmühlen führt ihr Wappen auf einem großen Dienstsiegel im Durchmesser von 3,5 cm mit der Umschrift STADT GREVESMÜHLEN • LANDKREIS NORDWESTMECKLENBURG und auf einem kleinen Dienstsiegel im Durchmesser von 2,0 cm mit der Umschrift STADT GREVESMÜHLEN.

### Städtepartnerschaften
Seit 1992 besteht eine Städtepartnerschaft mit der Stadt Ahrensbök in Schleswig-Holstein, seit 2004 mit der schwedischen Gemeinde Laxå. 2014 wurde mit der ungarischen Stadt Nagymaros ein Partnervertrag unterzeichnet.

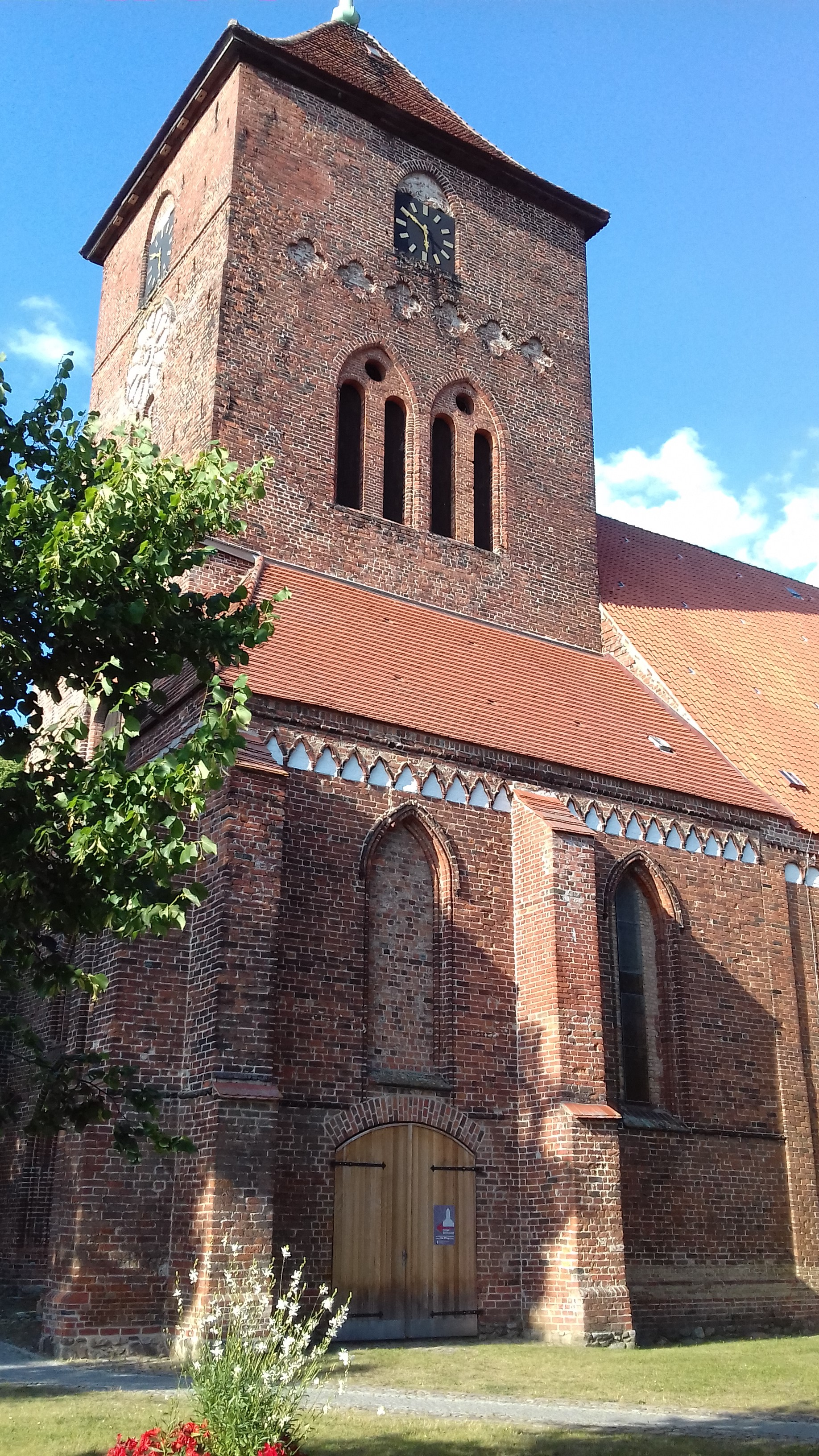
St.-Nikolai-Kirche

## Sehenswürdigkeiten und Kultur

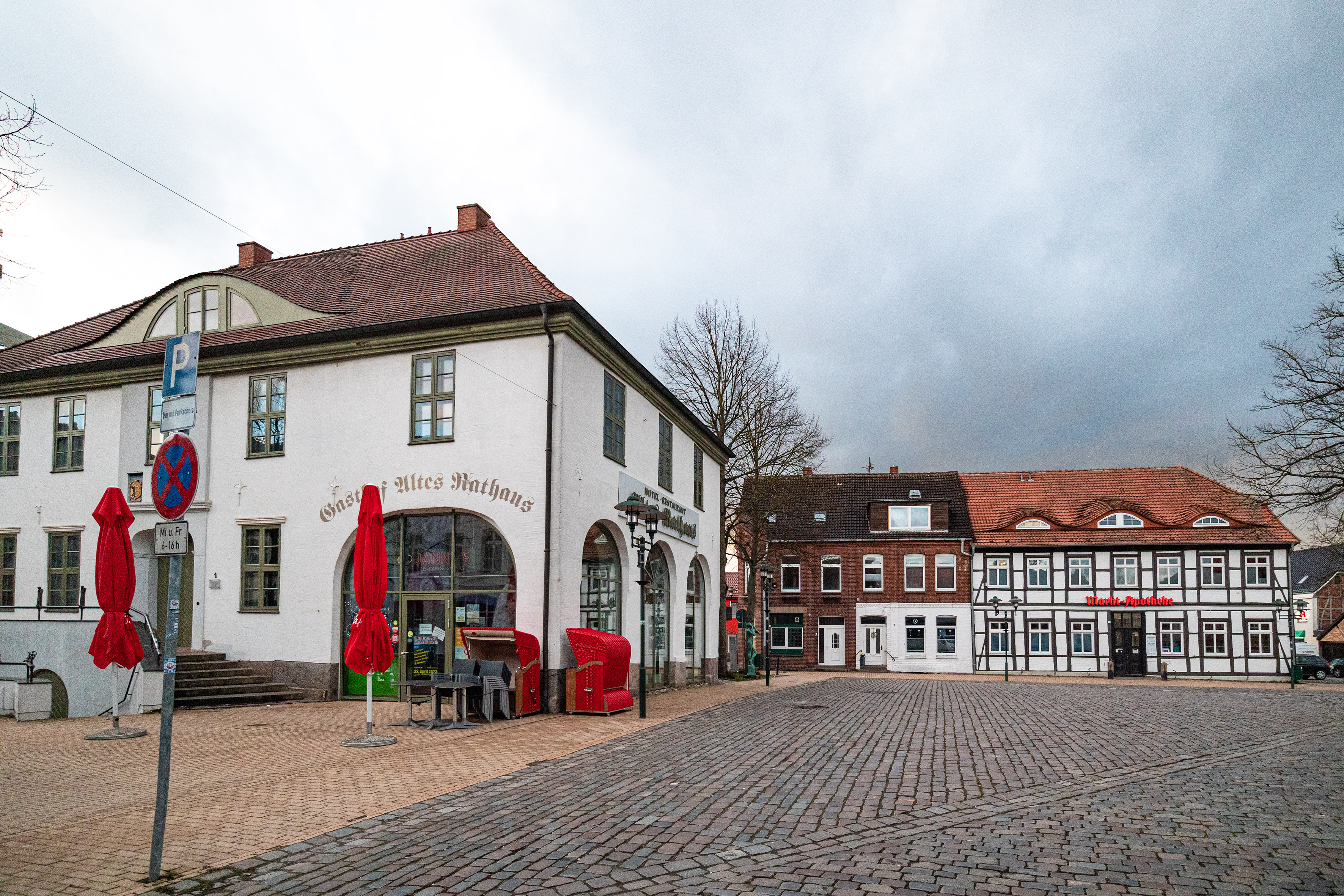
Markt mit Gasthof und Markt-Apotheke

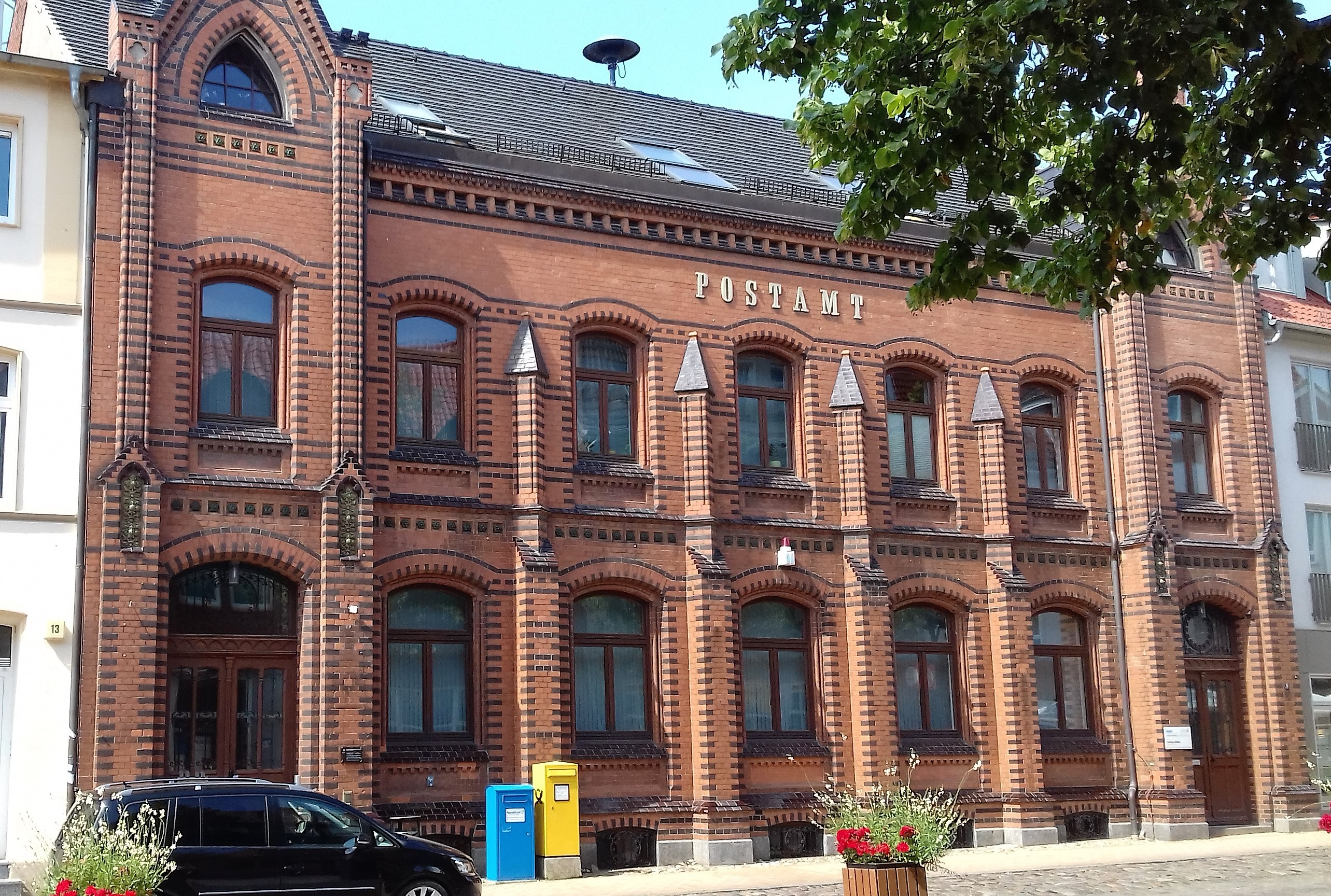
Kaiserliches Postamt

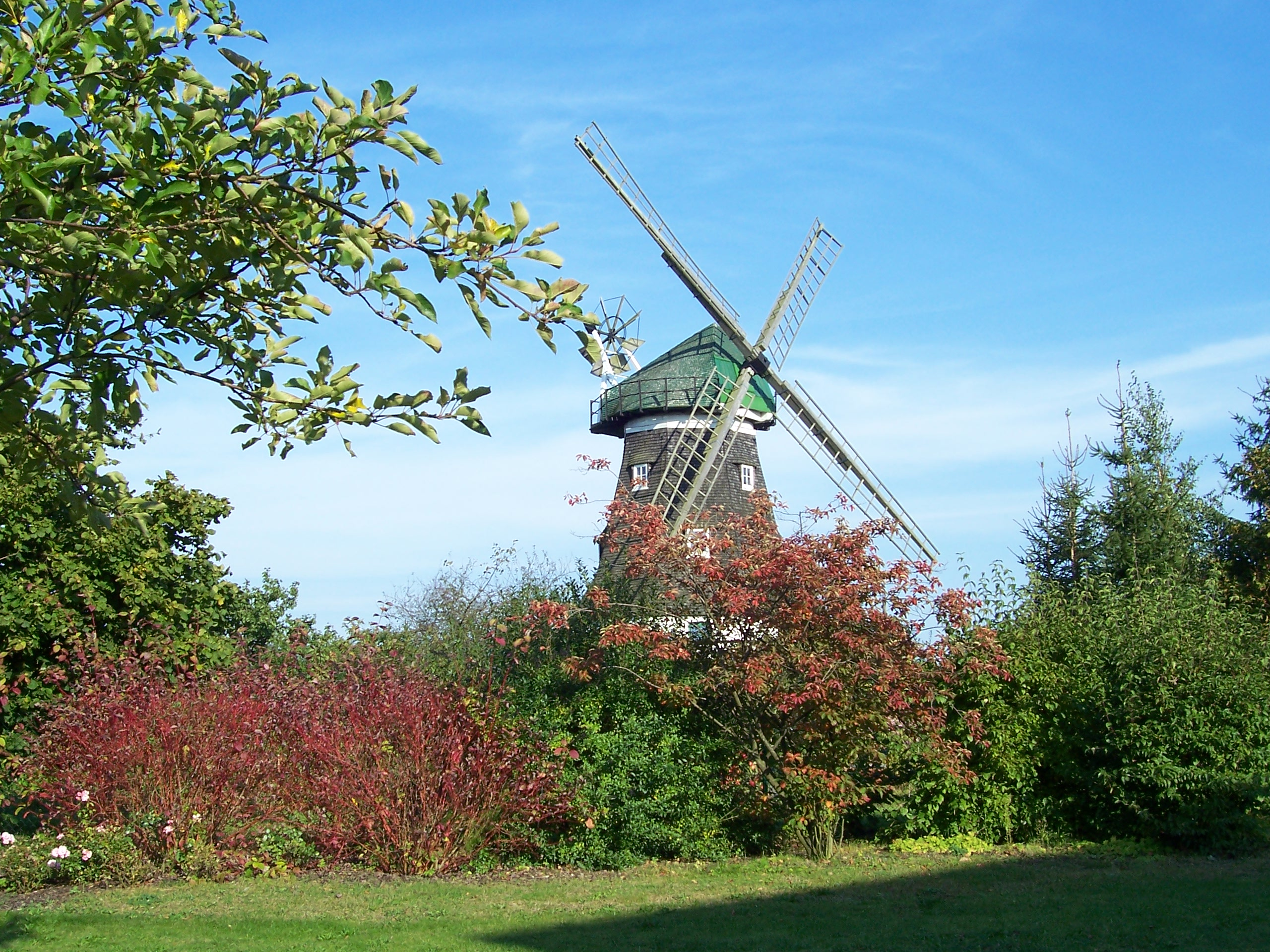
Grevesmühlener Mühle

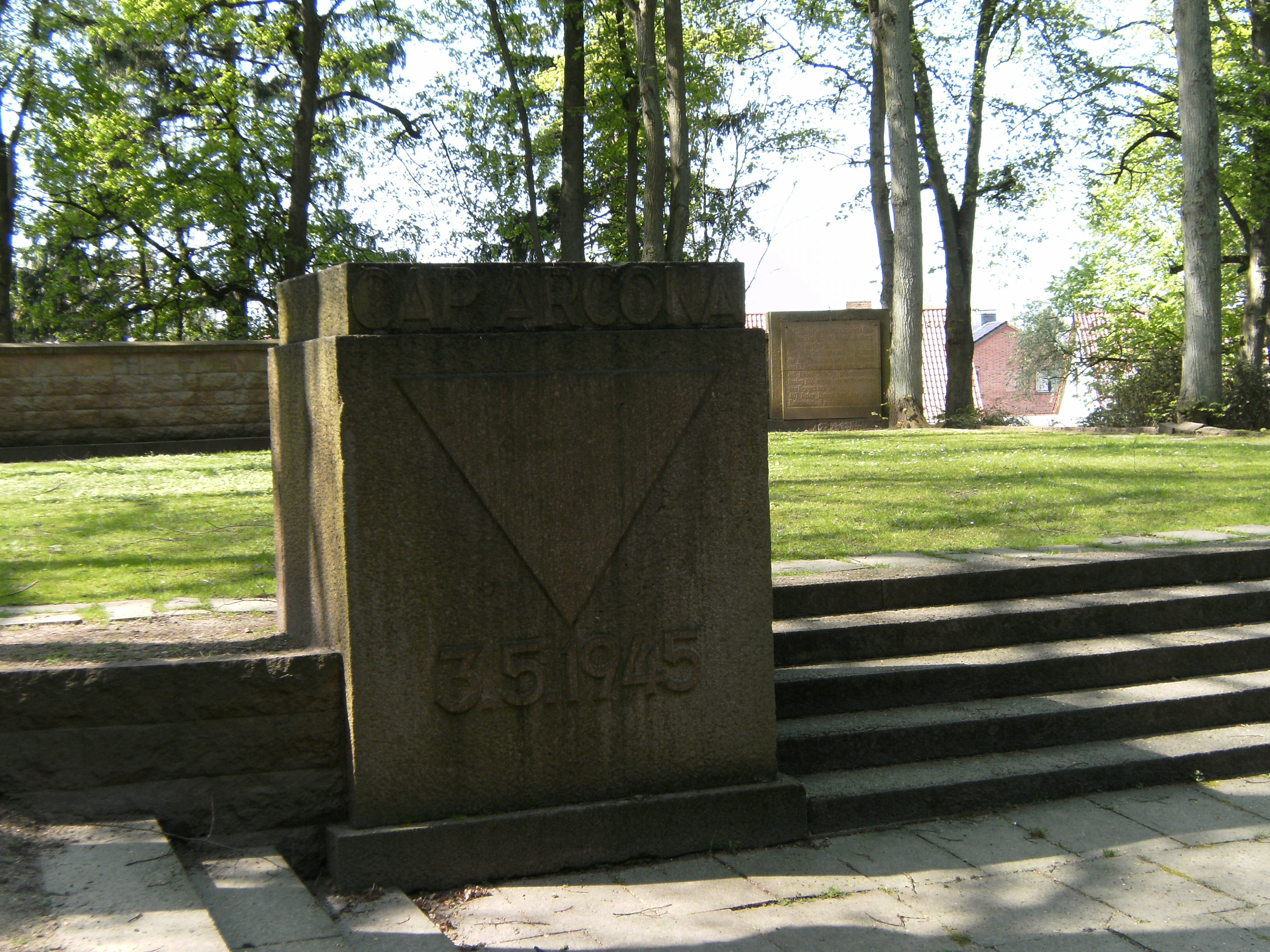
Gedenkstätte für 407 Tote des Untergangs der Cap Arcona

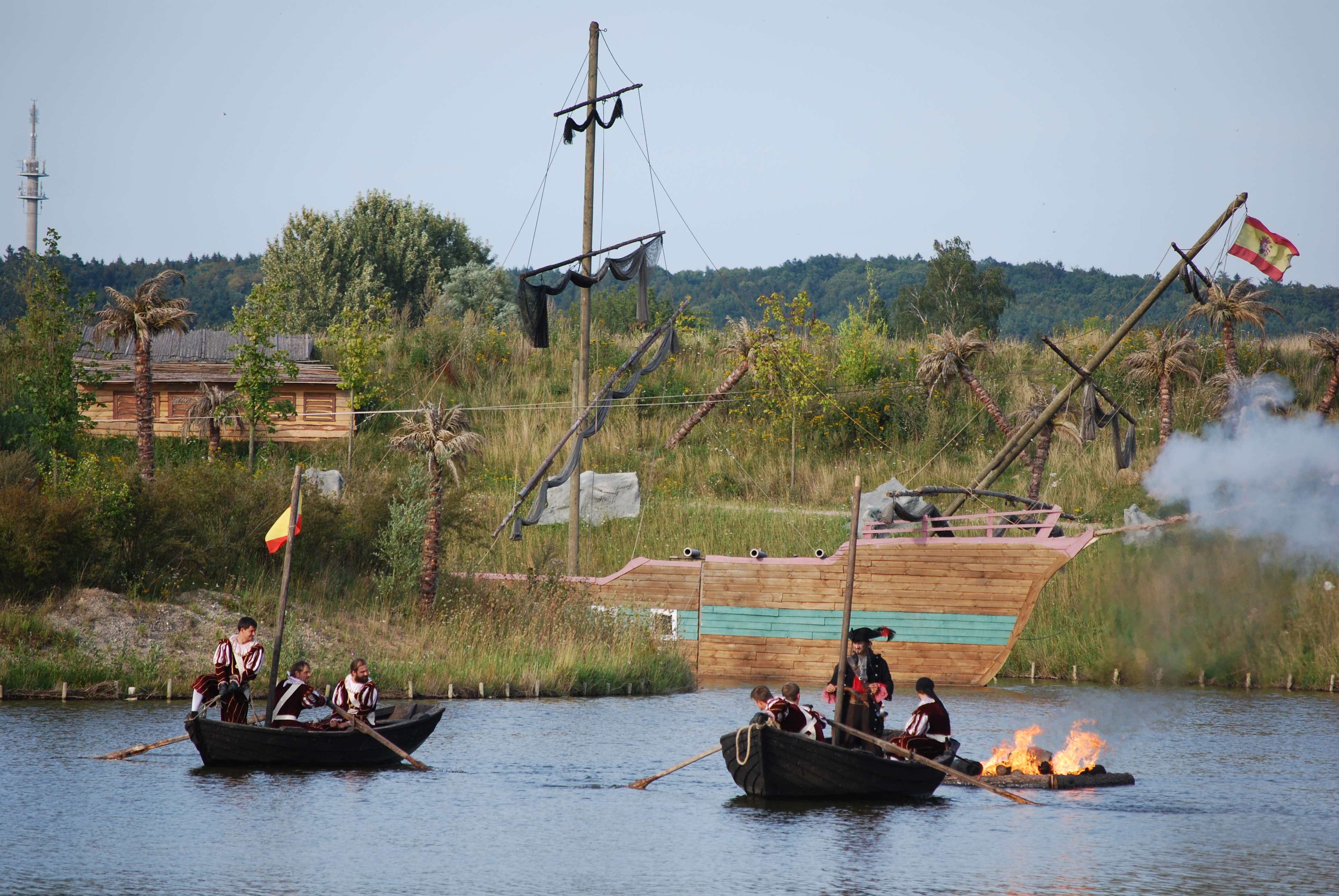
Piraten-Open-Air

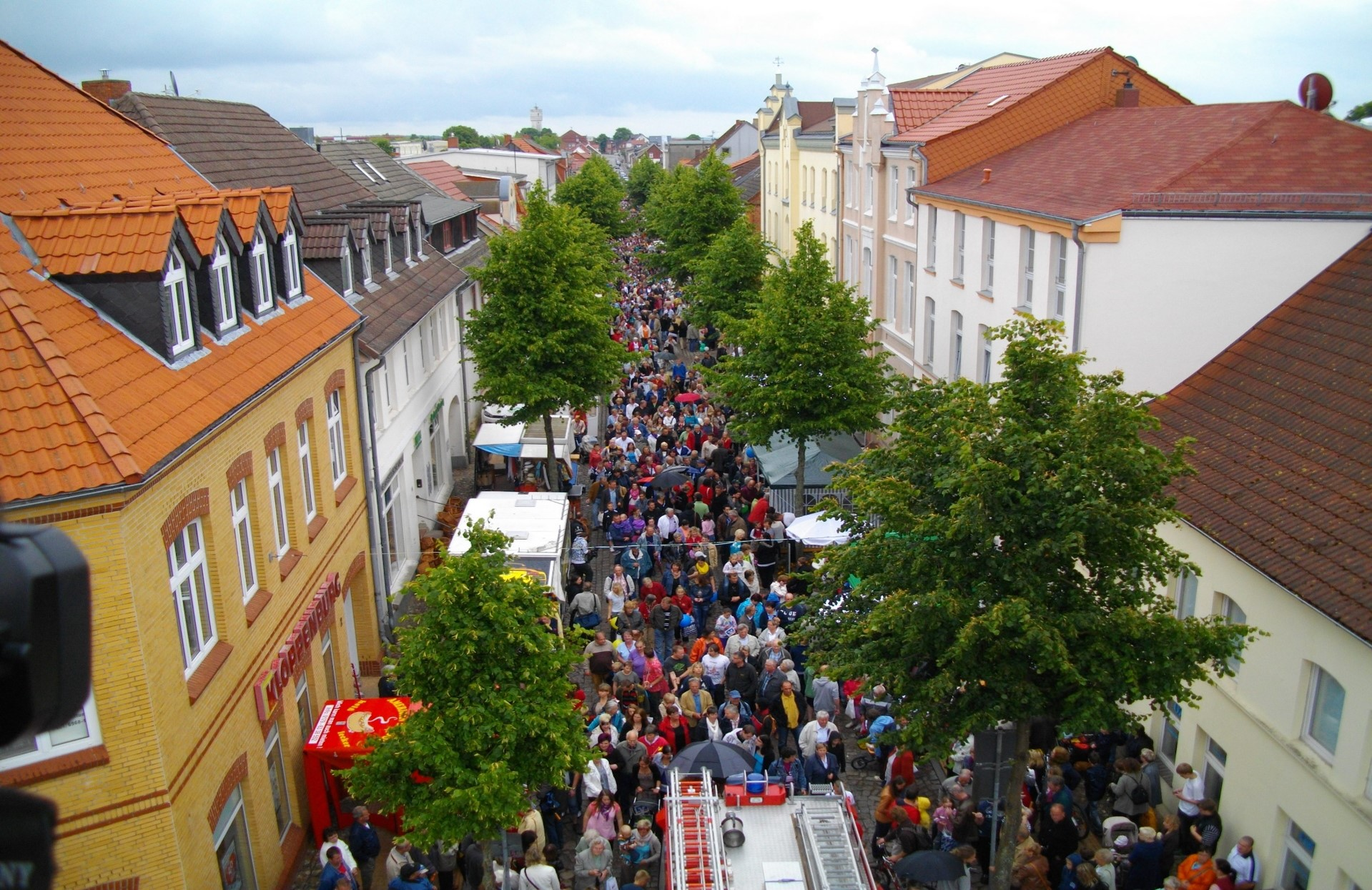
Stadtfest Grevesmühlen

### Bauwerke
- Frühgotische Stadtkirche St. Nikolai aus der zweiten Hälfte des 13. Jahrhunderts, dreischiffige Hallenkirche in Backstein mit begehbaren Turm
- Fachwerkhäuser aus dem 18. und 19. Jahrhundert wie die Markt-Apotheke (um 1800), das „Älteste Haus“ in der Großen Seestraße 1 (1660), Wohnhäuser August-Bebel-Straße 21, Große Alleestraße 10, sowie in der Hinterstraße und Schulstraße
- Gründerzeitgebäude: Kaiserliches Postamt in der August-Bebel-Straße, Speicher im Mönchhof (Ende 19. Jahrhunderts), Schule in der Kleinen Alleestraße (1899), Gebäude der ehemaligen Malzfabrik (1893–1898)
- Ehemaliges Amtshaus am Standort des früheren Schlosses, ursprünglich 1786 bis 1790 ein „fürstliches Haus“, 1821 bis 1928 Amtshaus, 1928 bis 1952 Rathaus, 1952–1995 Polizeihaus, 1965 Abriss und Wiederaufbau, 1995 bis 1997 Totalsanierung, heute Sitz der Stadtverwaltung und Bibliothek
- Jetziger Sitz der ARGE Nordwestmecklenburg, Goethestraße 1, erstellt 1921 nach Plänen von Karl Krämer; früher Domanialamt, dann Finanzamt, dann Polizeihaus, dann Kommandantur der Roten Armee und bis 1994 umfassend modernisiert
- Museums- und Vereinshaus am Kirchplatz, erhielt aufgrund der gelungenen Kombination von Alt- und Neubauten 2006 den Sonderpreis Stadtumbau des Landes im Rahmen des Landesbaupreises. Das neugotische Gebäude wurde am 9. Juli 1855 eingeweiht und enthielt vier Klassenräume sowie eine Rektorenwohnung.[21]
- Bahnhofsempfangsgebäude, errichtet 1873, 2017 umfassend modernisiert
- Katholische Niels-Stensen-Kirche, 1989/91 entstanden
- Grevesmühlener Windmühle von 1878, Wahrzeichen der Stadt, heute als Wohnung genutzt
- Wasserturm, erbaut 1911, diente bis 1967 der zentralen Wasserversorgung der Stadt. Zurzeit wird er als Mobilfunkstation genutzt.[21]

### Denkmale und Skulpturen
- Mittelalterlicher Denkstein des Ludeke Mozellenburch, eine sogenannte Mordwange
- Skulpturen Der Rufer, Lukullischer Traum, Kreihnsdörp, Elefant
- Gedenkstätte/Friedhof Cap Arcona von 1957 im Wald auf dem Tannenberg, Höhe Tannenbergstraße 27. Auf dem Friedhof ruhen 407 aus Groß Schwansee überführte von insgesamt 7000 Todesopfern des KZ-Schiffes „Cap Arcona“.[22] 2019 wurde die Gedenkstätte restauriert, um neue Zuwegungen ergänzt und dabei auch inhaltlich neu aufgestellt.
- Schützenzunftstein von 1992 auf den Grünanlagen vor dem Bahnhof für die „Opfer von Kriegen und Unrecht danach“
- Gedenkstein von 1948 auf dem jüdischen Friedhof, seit 1966 als Gedenkort mit einem Davidstern künstlerisch gestaltet

### Regelmäßige Veranstaltungen
Jährlich findet Mitte Juni das Grevesmühlener Stadtfest mit dem größten regelmäßigen Straßenumzug Mecklenburg-Vorpommerns, mit einem Bühnenprogramm und u. a. einem Stadtlauf und einem Sportnachmittag statt. Organisiert wird das Stadtfest vorwiegend ehrenamtlich.
Jährlich im Juni wird der sogenannte Aluman von Sportinteressierten organisiert, ein Jedermann-Triathlon für Erwachsene und Kinder.
Seit 2005 findet jedes Jahr von Ende Juni bis Anfang September das Piraten-Open-Air statt. Die Veranstaltung besuchten bisher jeweils ca. 60.000 Zuschauer.
Immer am Abend vor dem Reformationstag gibt es die Kulturnacht Grevesmühlen mit Bühnenprogrammen, einem satirischen Theaterstück, Lichtinstallationen und Lesungen an verschiedenen Orten. Zweimal im Jahr werden Musiknächte veranstaltet.
Am 1. Adventswochenende findet der Kreihnsdörper Adventsmarkt statt. Organisiert wird die Veranstaltung gemeinsam von den Kirchgemeinden der Stadt und dem Gewerbeverein Grevesmühlen.

## Wirtschaft und Infrastruktur

### Wirtschaft
Im April 2019 betrug die Arbeitslosenquote 4,5 % – die geringste in Mecklenburg-Vorpommern.
Die Stadt ist von Kleingewerbe geprägt. Handwerksbetriebe, Bauhandwerk, Einzelhandel, Dienstleistungen und Verwaltungsleistungen machen das Gros der Wertschöpfung aus. Touristisch profitieren Einzelhandel und Gastronomie durch die Nähe der Ostsee und durch das Piraten-Open-Air. Größter Arbeitgeber vor Ort sind die Landkreisverwaltung, das Krankenhaus, ein Reinigungsunternehmen, ein Entsorgungsunternehmen und Pflegeeinrichtungen.
2019 wurde die Stadt vom Bundesministerium des Innern, für Bau und Heimat als eines von 13 Smart Cities Modellprojekten ausgewählt. Im Rahmen dieses Projektes werden verschiedene, innovative Ideen umgesetzt; u. a. ein regionales Online-Portal mit digitaler Parkplatzsuche und kostenlosem städtisches W-LAN.
Seit 2003 macht sich der Verein Stadt ohne WATT für Projekte der Energiewende stark. Getragen von der Stadt, den Stadtwerken, dem Zweckverband und Wohnungsgesellschaft sowie zahlreichen Vereinsmitgliedern sind zahlreiche Einzelprojekte seitdem umgesetzt. Alle Privathaushalte stromseitig durch regenerative Energieträger versorgt. Um die Hälfte der Haushalte und nahezu alle öffentlichen Objekte werden durch Fernwärme versorgt. 70 % der Wärmeenergie dieser Fernwärme stammt aus der Biogasproduktion. Die Kläranlage Grevesmühlen gilt als erste Energie+-Kläranlage Deutschlands (2001). 2017 wurden diese Aktivitäten vom Ostdeutschen Sparkassenverband mit der Auszeichnung „Kommune des Jahres“ gewürdigt. 2021 wurde der Gewerbepark Nordwest aufgrund seines Energiekonzepts mit dem Label „Grünes Gewerbegebiet“ vom Land Mecklenburg-Vorpommern versehen.
Seit 2021 laufen gemeinsam mit der Nachbargemeinde Upahl Planungen für einen ca. 50 ha großen interkommunalen Großgewerbestandort unmittelbar an der Autobahnabfahrt der A 20.

### Verkehr
Grevesmühlen liegt an der Bundesstraße B 105 zwischen Dassow und Wismar sowie an der Landesstraße L 03 zwischen Boltenhagen und Schwerin. Die nächstgelegene Autobahnanschlussstelle ist Grevesmühlen an der A 20 (Lübeck–Rostock).

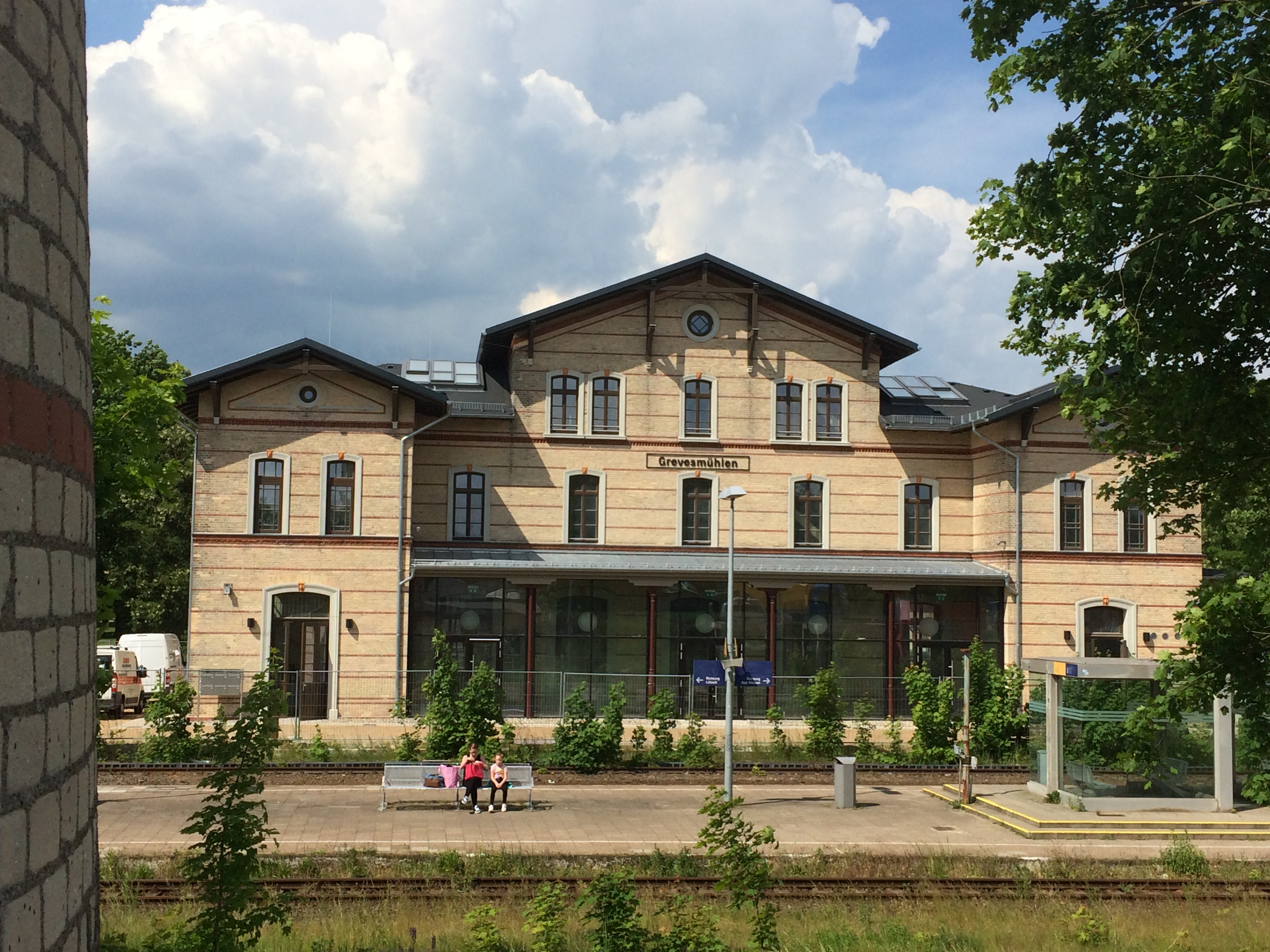
Bahnhof Grevesmühlen nach der Modernisierung 2017

Der Bahnhof Grevesmühlen liegt an der Bahnstrecke Lübeck–Bad Kleinen und wird von der Regional-Express-Linie RE 4 (Lübeck–Szczecin) im Stundentakt bedient. Die Bahnstrecke Grevesmühlen–Klütz begann in Grevesmühlen, der Personenverkehr wurde 1995 eingestellt. 1997 bis 2005 gab es auf der Strecke touristischen Verkehr mit historischen Lokomotiven und Triebwagen.
Regelmäßige Linienbusverbindungen bestehen vorrangig nach Lübeck (über Dassow), Wismar, in die Landeshauptstadt Schwerin und in das Ostseebad Boltenhagen. Des Weiteren werden sämtliche Verbindungen ins Umland ab dem Busbahnhof durch den Nahverkehrsbetrieb „Nahbus“ betrieben. Der Stadtbus in Grevesmühlen verkehrt tagsüber im Linienverkehr und als Anrufbus auf individuelle Bestellung zwischen 71 Haltestellen.
Die Stadt ist seit 2021 Mitglied der AGFK MV e. V., eines kommunalen Netzwerkes mit dem Ziel, den Radverkehr zu befördern.

### Bildung
Grevesmühlen verfügt über folgende Schulen:
- Gymnasium am Tannenberg
- Schulcampus Grevesmühlen (Regionalschule, ab 2024)
- Zwei Grundschulen (Am Ploggensee, Fritz Reuter)
- Zwei Musikschulen (Musikschule Fröhlich (Inh. Silvio Bollmann), Kreismusikschule Carl Orff)
- Zwei Förderschulen (Allgemeine Förderschule, Schule zur individuellen Lebensbewältigung)

Seit 2022 befindet sich im Umfeld der bisherigen Grundschule am Ploggensee der Schulcampus Grevesmühlen im Bau. Darin integriert werden die Regionalschule (in Nutzung seit 02/2024), die Schule zur individuellen Lebensbewältigung, betrieben von der Diakonie Nord-Nord-Ost (seit 2023 im Bau), sowie ein Grundschulteil (im Bau voraussichtlich ab 2025). Alle diese Schulen werden den gemeinsamen Namen Schulcampus Grevesmühlen führen.

### Sonstige Einrichtungen
Grevesmühlen war Sitz eines Amtsgerichts. Dieses wurde im Juli 2015 in eine Zweigstelle des Amtsgerichts Wismar umgewandelt.

## Persönlichkeiten

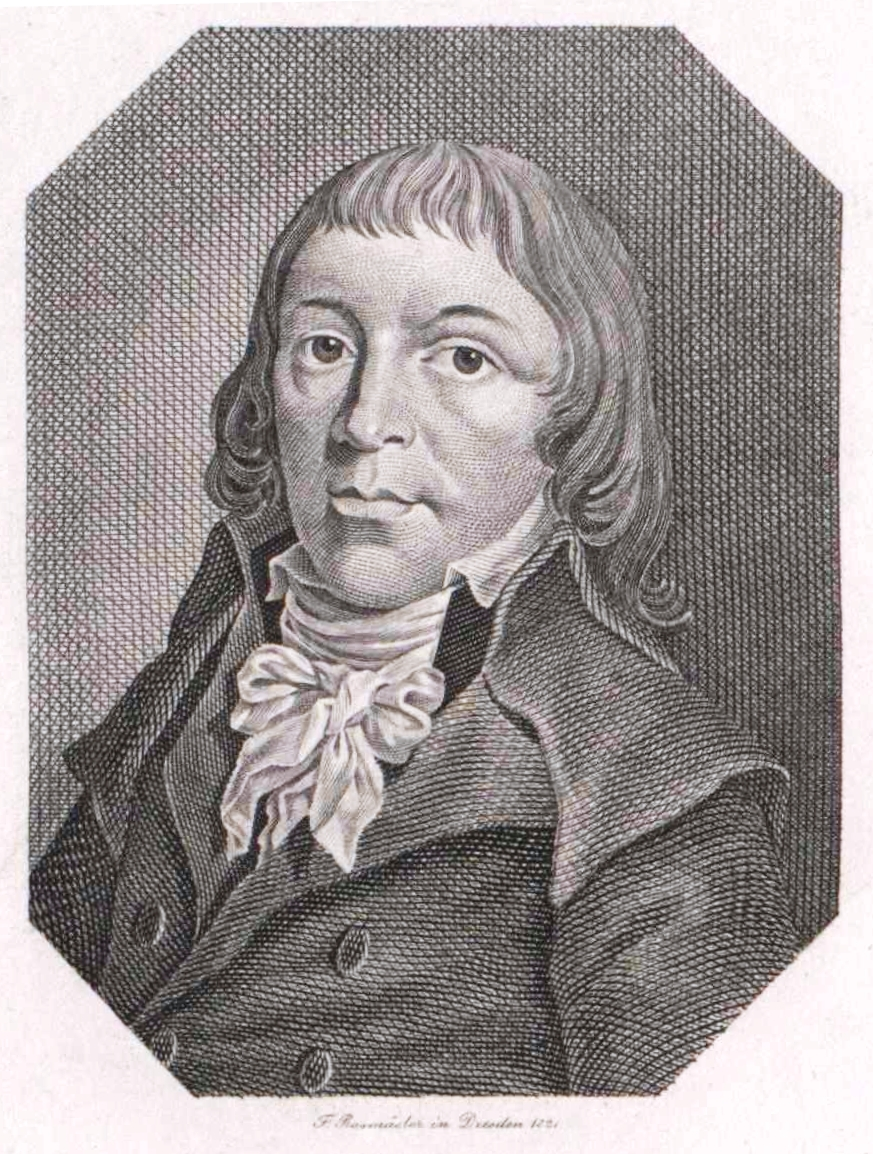
Ludwig Gotthard Kosegarten

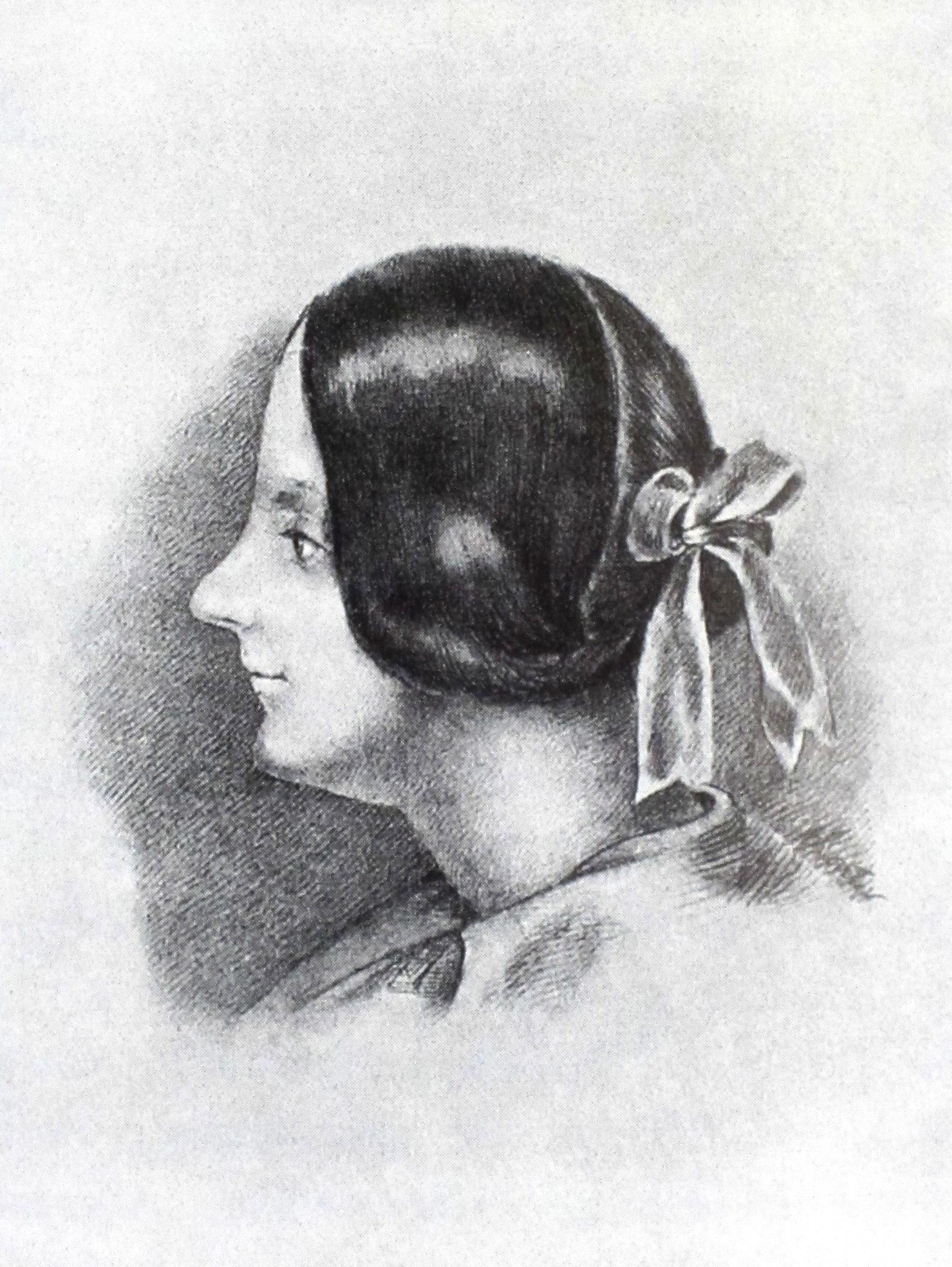
Luise Reuter

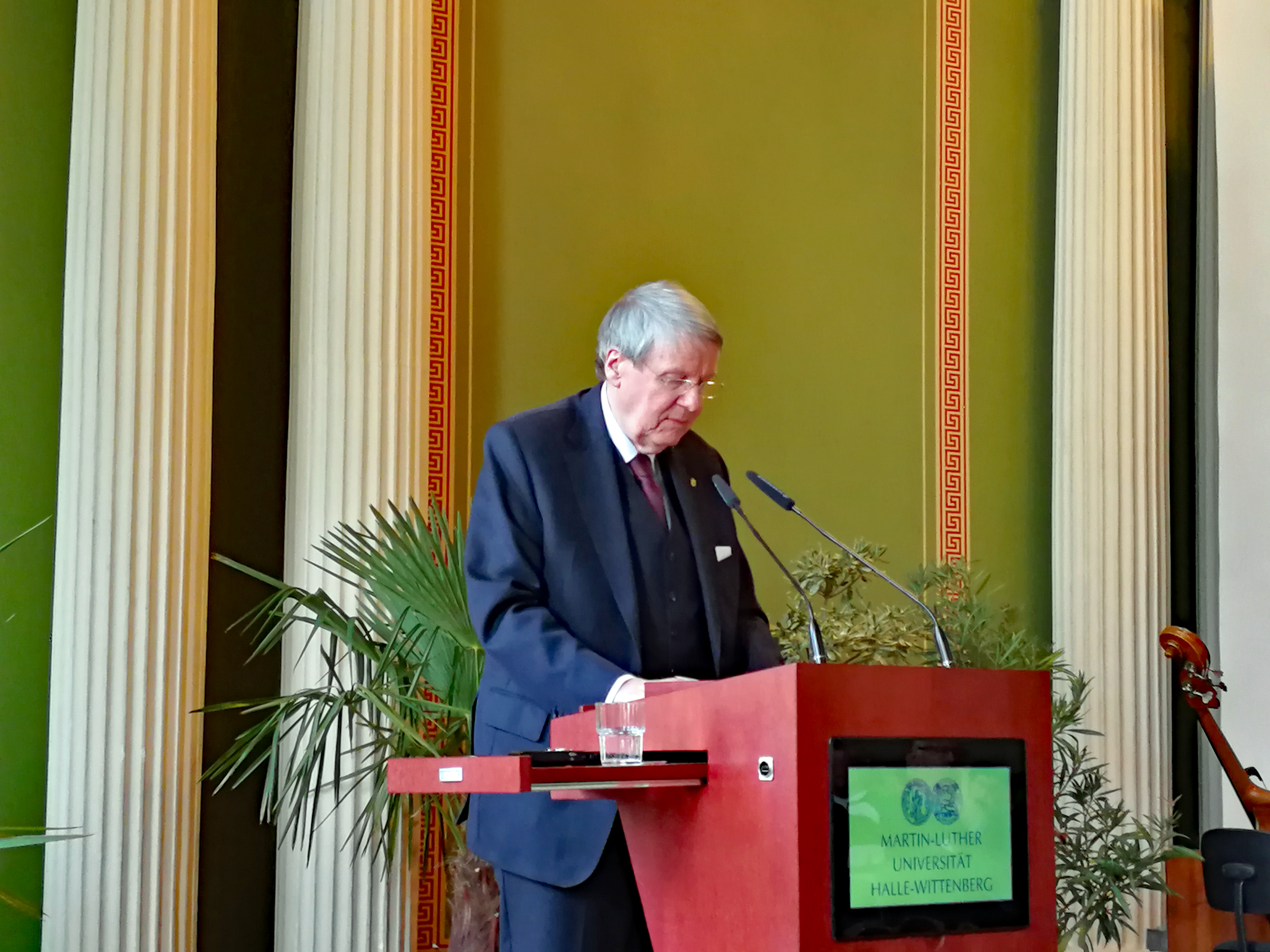
Jörg Hacker

- Paul Tarnow (1562–1633), lutherischer Theologe und Rektor der Universität Rostock
- Joachim Drenckhan, (um 1570–1616), Pädagoge und Rektor in Stralsund
- Johann Tarnow (1586–1629), evangelisch-lutherischer Theologe und Hochschullehrer
- Daniel von Plessen (1606–1672), Verwaltungsbeamter und Landrat von Mecklenburg, in Hoikendorf geboren
- Johann Joachim Kosegarten (1751–1825), Pastor und Autor
- Ludwig Gotthard Kosegarten (1758–1818), Pastor, Professor und Dichter
- Heinrich Scharff (1803–1877), evangelisch-lutherischer Theologe und Parlamentarier
- Luise Reuter (1817–1894), Ehefrau des niederdeutschen Schriftstellers Fritz Reuter
- August Pelzer (1827–1907), Kaufmann und Wohltäter der Stadt, Stifter  u. a. des Pelzer-Hains, Geheimer Kommerzienrat und Ehrenbürger der Stadt, Mitgründer des Verschönerungsvereins und des mecklenburgischen Handelsvereins (Vorläufer der IHK Rostock)
- Carl Balck (1831–1920), Verwaltungsjurist und Historiker
- Wilhelm Neumann (1849–1919), Architekt und Kunsthistoriker
- Hedwig Wigger (1853–1918), Novellistin, Übersetzerin und Literaturkritikerin
- Karl Seß (1855–1939), Politiker und Mitglied der Hamburgischen Bürgerschaft (SPD, USPD, KPD)
- Rudolph Karstadt (1856–1944), Gründer des gleichnamigen Kaufhaus-Unternehmens
- Felix Bölte (1863–1943), Philologe und Gymnasiallehrer
- Heinrich Stubbe (1864–1941), Hamburger Bürgerschaftsabgeordneter und Senator (SPD), Reichstagsabgeordneter
- Ernst Friedheim (1864–1919), deutscher Architekt in Hamburg
- Wilhelm Krüger (1898–1977), Veterinärmediziner und Hochschullehrer
- Gerd Tolzien (1902–1992), Schriftsteller und Journalist
- Friedrich Harms (Kaufmann) (1916–2007), Saatgutgroßhändler und Mäzen
- Joachim Hukal (* 1933), Maler und Grafiker, lebt in Eversdorf
- Hilde Thoms (1937–2025), Apothekerin, Schriftstellerin und Kulturförderin
- Klaus Grehn (1940–2017), Politiker (PDS), Mitgründer und Präsident des Arbeitslosenverbandes Deutschland
- Detlef Kunze (1941–2021), Kinderarzt, Hochschullehrer und Standespolitiker
- Jörg-Peter Findeisen (* 1943), Historiker
- Regine Marquardt (1949–2016), Theologin und Politikerin (SPD)
- Waldemar Büttner (* 1951), Politiker (CDU)
- Jörg Hacker (* 1952), Biologe
- Manfred W. Jürgens (* 1956), Maler und Fotograf
- Angelika Gramkow (* 1958), Politikerin (Die Linke), ehemalige Oberbürgermeisterin von Schwerin
- Steffen Moratz (* 1967), Hörspielregisseur und -dramaturg
- Katrin Möller (* 1967), Politikerin (Die Linke)
- Kai Grehn (* 1969), Hörspielregisseur und Autor
- Monty Schädel (* 1969), Politiker (parteilos)
- Katrin Schröder (* 1975), Biologin und Physiologin
- Andreas Kötzing (* 1978), Historiker
- Andrea Lübcke (* 1978), Politikerin (Bündnis 90/Die Grünen)
- Christin Freitag (* 1984), Filmregisseurin und Drehbuchautorin
- Erik von Malottki (* 1986), Politiker (SPD)

darunter Sportler
- Hans Levknecht (1933–2015), Fußballspieler und -trainer
- Heide Orth (* 1942), Tennisspielerin
- Hans-Dieter Jancker (* 1952), Marathonläufer
- Wolfgang Warnemünde (* 1953), Leichtathlet
- Olaf Koschnitzke (* 1966), Ringer
- Timo Lange (* 1968), Fußballspieler
- Astrid Kumbernuss (* 1970), Kugelstoßerin
- Jens Voigt (* 1971), Radrennfahrer
- Carsten Jancker (* 1974), Fußballspieler
- Stefan Kupfernagel (* 1977), Radrennfahrer
- Johannes Brinkies (* 1993), Fußballspieler

## Trivia
Es gibt eine N3-Dokumentation über Grevesmühler Straßengangs aus dem Jahr 1992.